# Magnum Force
Magnum Force (bra: Magnum 44; prt: Harry, O Detective em Acção) é um filme norte-americano de 1973, do gênero policial, dirigido por Ted Post. É o segundo filme da série Dirty Harry, estrelado por Clint Eastwood no papel do inspetor Harry Callahan. O roteiro foi escrito por John Milius e Michael Cimino, enquanto a trilha sonora foi composta por Lalo Schifrin.

## Sinopse
Quatro jovens policiais transformam-se em vigilantes, aplicando justiça por conta própria contra criminosos que escaparam da lei. Após a morte de um deles, o inspetor Callahan, inicia uma investigação que o coloca em conflito com os próprios colegas e com o sistema que jurou defender.

## Elenco principal
- Clint Eastwood ... Inspetor Harry Callahan
- Hal Holbrook ... Tenente Neil Briggs
- Tim Matheson ... Philip Sweet
- Robert Urich ... Agente Michael Grimes
- David Soul ... Agente John Davis
- Felton Perry ... Inspetor Early Smith
- Kip Niven ... Agente Red Astrachan
- John Mitchum ... Inspetor Frank DiGiorgio
- Christine White ... Carol McCoy

## Recepção

### Bilheteria
Nos Estados Unidos, Magnum Force arrecadou cerca de 44,6 milhões de dólares, superando a arrecadação de seu antecessor, Dirty Harry (1971). Foi o sexto filme de maior bilheteria no país em 1973.

### Crítica
No site agregador Rotten Tomatoes, o filme possui uma taxa de aprovação de 69%, com base em 29 avaliações críticas.

## Sequências
- The Enforcer (1976)
- Sudden Impact (1983)
- The Dead Pool (1988)